# Javier Clemente

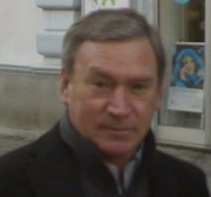
Javier Clemente

Javier Clemente Lázaro (Barakaldo, 12 maart 1950) is een Spaanse voetbaltrainer en voormalig profvoetballer.

## Loopbaan als voetballer
Clemente speelde van 1968 tot 1971 bij Athletic de Bilbao. Door een zware knieblessure moest hij zijn loopbaan als voetballer vroeg tijdig beëindigen na 47 wedstrijden en zes doelpunten voor Athletic in de Primera División. In 1969 won Clemente wel de Copa del Generalísimo.

## Loopbaan als trainer
Clemente begon als trainer bij Arenas Club de Getxo in het seizoen 1975/1976. In 1976 werd hij gecontracteerd door Athletic de Bilbao, waar Clemente aanvankelijk de jeugdelftallen en het het tweede elftal trainde. In 1981 werd hij aangesteld als trainer van het eerste elftal. Onder zijn leiding werd tweemaal de Spaanse landstitel (1983, 1984), de Copa del Rey (1984) en de Supercopa de España (1984) gewonnen. In 1986 verliet Clemente Athletic en in de volgende jaren werkte hij bij RCD Espanyol (1986-1989, 1991-1992) en Atlético de Madrid (1989-1990). Met RCD Espanyol haalde Clemente in 1988 de finale van de UEFA Cup, waarin na strafschoppen werd verloren van het Duitse Bayer Leverkusen.
In 1992 werd Clemente aangesteld als bondscoach van het Spaans nationaal elftal. Hij zat voor het eerst op de bank in de wedstrijd tegen Engeland op 9 september 1992 (1-0 winst). In de kwalificatie voor het wereldkampioenschap 1994 kreeg Clemente aanvankelijk met veel kritiek te maken vanwege zijn defensieve speelstijl. Hij had een duidelijke voorkeur voor Baskische spelers met het Baskische FC Barcelona-trio Andoni Zubizarreta, José Bakero en Julio Salinas als onbetwiste internationals. Vooral de rol van Salinas was opmerkelijk: bij FC Barcelona was hij veelal reserve, maar in het Spaans elftal een van de centrale figuren. Uiteindelijk verstomde de kritiek op Clemente toen hij goede resultaten boekte en kwalificatie voor het WK in de Verenigde Staten behaalde. Bij het bekendmaken van de WK-selectie kreeg hij opnieuw veel kritiek door meerdere onervaren spelers te selecteren en onder andere de middenvelders Míchel (Real Madrid) en Guillermo Amor (FC Barcelona) thuis te laten. Bovendien was vice-kampioen Deportivo de La Coruña in de WK-selectie alleen vertegenwoordigd door Salvador Gonzales, terwijl velen ook Fran en Donato hadden verwacht in de selectie. Op het WK 1994 haalde Spanje uiteindelijk de kwartfinale, waarin van Italië werd verloren. Twee jaar later leidde Clemente Spanje op het EK 1996. Ditmaal zorgde hij voor opschudding door FC Barcelona-aanvoerder en gerenommeerd international Josep Guardiola niet te selecteren. In 1996 werd La Furía Roja op het EK in de kwartfinale na strafschoppen uitgeschakeld door gastland Engeland. Het laatste toernooi van Spanje onder leiding van Clemente was het WK 1998 in Frankrijk dat zeer teleurstellend zou verlopen. Spanje kwam in een groep met Paraguay, Nigeria en Bulgarije niet verder dan een derde plaats, wat vroegtijdige uitschakeling betekende. Na deze slechte prestatie werd Clemente ontslagen als bondscoach en opgevolgd door José Antonio Camacho. Hij coachte Spanje 62 interlands met 36 overwinningen, 20 gelijke spelen en zes nederlagen.
Na zijn periode als bondscoach werkte Clemente als clubcoach bij Real Betis (1998-1999), Real Sociedad (1999-2000), Olympique Marseille (2000-2001), CD Tenerife (2001-2002), RCD Espanyol (2002-2003) en Athletic de Bilbao (2005-2006).
In 2006 werd hij bondscoach van Servië. Hij maakte zijn debuut met een 3-1 winst tegen Tsjechië. Toen Servië de eindronde van het EK 2008 niet haalde, werd Clemente na zestien duels aan de kant gezet en opgevolgd door Miroslav Đukić. In 2008 was hij coach van Real Murcia en in 2010 Real Valladolid.
Op 25 oktober 2011 werd bekendgemaakt dat de voetbalbond van Kameroen hem heeft ontslagen als bondscoach, voornaamste reden hiervoor is het mislopen van de Afrika Cup. In 2012 trainde hij Sporting Gijón. Van 2013 tot 2016 was Clemente bondscoach van Libië. In 2019 werd hij coach van het Baskisch voetbalelftal. Van mei 2021 tot april 2022 was hij bondscoach van Libië.
| Interlands Servië onder leiding van Javier Clemente | Interlands Servië onder leiding van Javier Clemente | Interlands Servië onder leiding van Javier Clemente | Interlands Servië onder leiding van Javier Clemente | Interlands Servië onder leiding van Javier Clemente | Interlands Servië onder leiding van Javier Clemente |
| №                                                   | Datum                                               | Wedstrijd                                           | Uitslag                                             | Competitie                                          |                                                     |
| --------------------------------------------------- | --------------------------------------------------- | --------------------------------------------------- | --------------------------------------------------- | --------------------------------------------------- | --------------------------------------------------- |
| 1                                                   | 07.09.1994                                          | Tsjechië – Servië                                   | 1 – 3                                               | Oefeninterland                                      |                                                     |
| 2                                                   | 02.09.2006                                          | Servië – Azerbeidzjan                               | 1 – 0                                               | EK-kwalificatie                                     |                                                     |
| 3                                                   | 06.09.2006                                          | Polen – Servië                                      | 1 – 1                                               | EK-kwalificatie                                     |                                                     |
| 4                                                   | 07.10.2006                                          | Servië – België                                     | 1 – 0                                               | EK-kwalificatie                                     |                                                     |
| 5                                                   | 11.10.2006                                          | Servië – Armenië                                    | 3 – 0                                               | EK-kwalificatie                                     |                                                     |
| 6                                                   | 15.11.2006                                          | Servië – Noorwegen                                  | 1 – 1                                               | Oefeninterland                                      |                                                     |
| 7                                                   | 24.03.2007                                          | Kazachstan – Servië                                 | 2 – 1                                               | EK-kwalificatie                                     |                                                     |
| 8                                                   | 28.03.2007                                          | Servië – Portugal                                   | 1 – 1                                               | EK-kwalificatie                                     |                                                     |
| 9                                                   | 02.06.2007                                          | Finland – Servië                                    | 0 – 2                                               | EK-kwalificatie                                     |                                                     |
| 10                                                  | 22.08.2007                                          | België – Servië                                     | 3 – 2                                               | EK-kwalificatie                                     |                                                     |
| 11                                                  | 08.09.2007                                          | Servië – Finland                                    | 0 – 0                                               | EK-kwalificatie                                     |                                                     |
| 12                                                  | 12.09.2007                                          | Portugal – Servië                                   | 1 – 1                                               | EK-kwalificatie                                     |                                                     |
| 13                                                  | 13.10.2007                                          | Armenië – Servië                                    | 0 – 0                                               | EK-kwalificatie                                     |                                                     |
| 14                                                  | 17.10.2007                                          | Azerbeidzjan – Servië                               | 1 – 6                                               | EK-kwalificatie                                     |                                                     |
| 15                                                  | 21.11.2007                                          | Servië – Polen                                      | 2 – 2                                               | EK-kwalificatie                                     |                                                     |
| 16                                                  | 24.11.2007                                          | Servië – Kazachstan                                 | 1 – 0                                               | EK-kwalificatie                                     |                                                     |

1 Zubizarreta  ·
2 Ferrer ·
3 Otero ·
4 Camarasa ·
5 Abelardo ·
6 Hierro ·
7 Goikoetxea ·
8 Guerrero · 
9 Guardiola ·
10 Bakero ·
11 Begiristain ·
12 Sergi Barjuán ·
13 Cañizares ·
14 Juanele ·
15 Caminero ·
16 Miñambres ·
17 Voro ·
18 Alkorta ·
19 Salinas ·
20 Nadal ·
21 Enrique ·
22 Lopetegui ·
Coach: Clemente
1 Zubizarreta  ·
2 López ·
3 Belsué ·
4 Alkorta ·
5 Abelardo ·
6 Hierro ·
7 Amavisca ·
8 Guerrero ·
9 Pizzi ·
10 Donato ·
11 Alfonso ·
12 Sergi Barjuán ·
13 Cañizares ·
14 Kiko ·
15 Caminero ·
16 Otero ·
17 Manjarín ·
18 Amor ·
19 Salinas ·
20 Nadal ·
21 Enrique ·
22 Molina ·
Coach: Clemente
1 Mora ·
2 Mendieta ·
3 Aranzábal ·
4 Navarro ·
5 Santi ·
6 Óscar ·
7 Raúl ·
8 Roberto ·
9 Corino ·
10 Ignacio ·
11 Idiakez ·
12 Karanka ·
13 Aizkorreta ·
14 Morientes ·
15 De la Peña ·
16 Lardín · 
17 Sietes ·
18 Dani ·
Coach: Clemente
1 Zubizarreta  ·
2 Ferrer ·
3 Aranzábal ·
4 Alkorta ·
5 Abelardo ·
6 Hierro ·
7 Morientes ·
8 Guerrero · 
9 Pizzi ·
10 Raúl ·
11 Alfonso ·
12 Sergi Barjuán ·
13 Cañizares ·
14 Campo ·
15 Aguilera ·
16 Celades ·
17 Etxeberria ·
18 Amor ·
19 Kiko ·
20 Nadal ·
21 Enrique ·
22 Molina ·
Coach: Clemente